# Placówki dyplomatyczne i konsularne w Polsce: C
Stan na: 23 grudnia 2024

## Chile

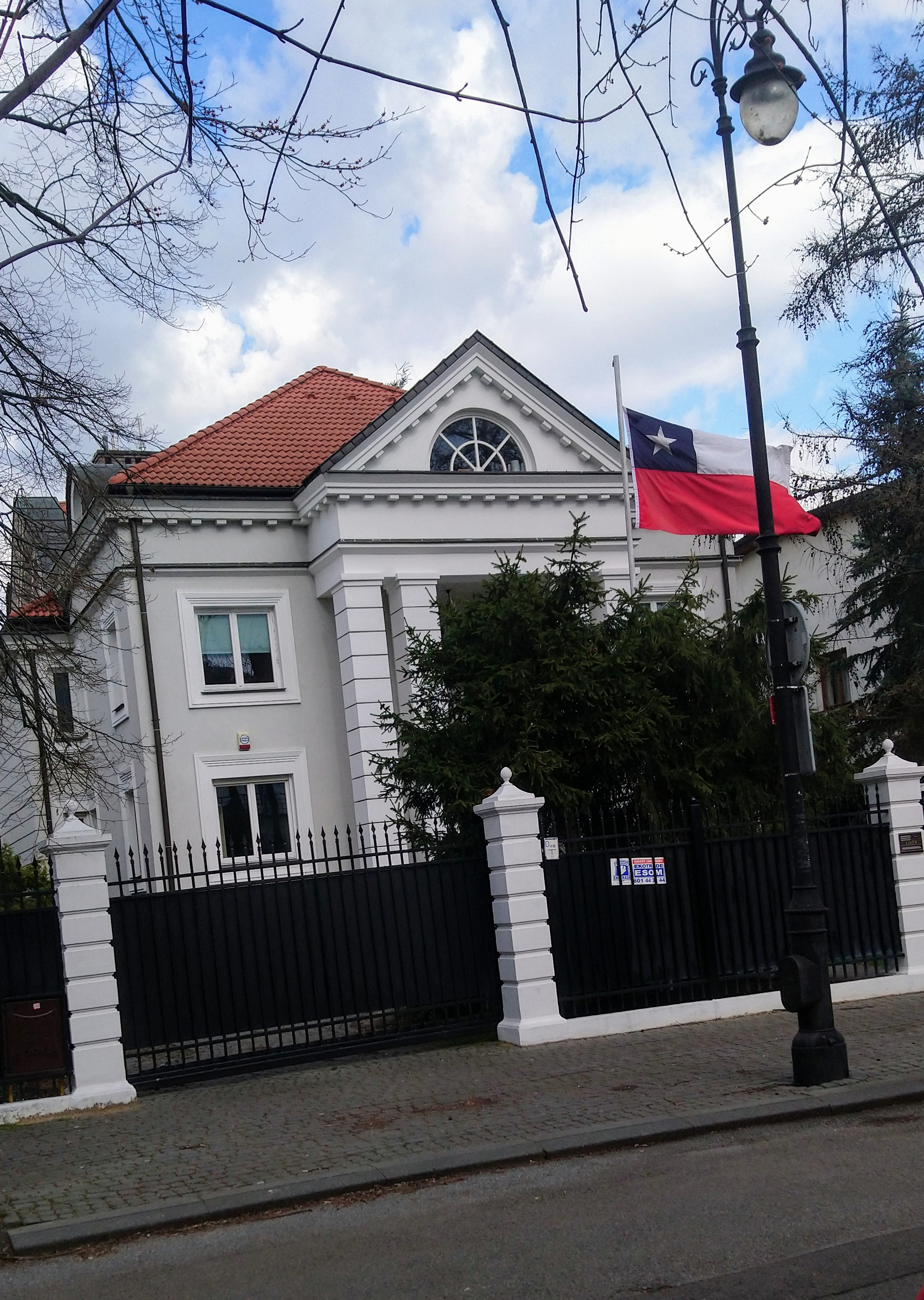
Ambasada Chile przy ul. Okrężnej w Warszawie

Ambasada Republiki Chile w Warszawie
- szef placówki: Rodrigo Sebastián Reyes Torres (chargé d’affaires)
- Strona oficjalna

Konsulat Honorowy Republiki Chile w Gdyni
- szef placówki: Marek Listowski (konsul honorowy)
- Strona oficjalna

Konsulat Honorowy Republiki Chile w Katowicach
- szef placówki: Jacek Bieczek (konsul honorowy)
- Strona oficjalna

Konsulat Honorowy Republiki Chile w Krakowie
- szef placówki: Andrzej Zdebski (konsul honorowy)

## Chiny

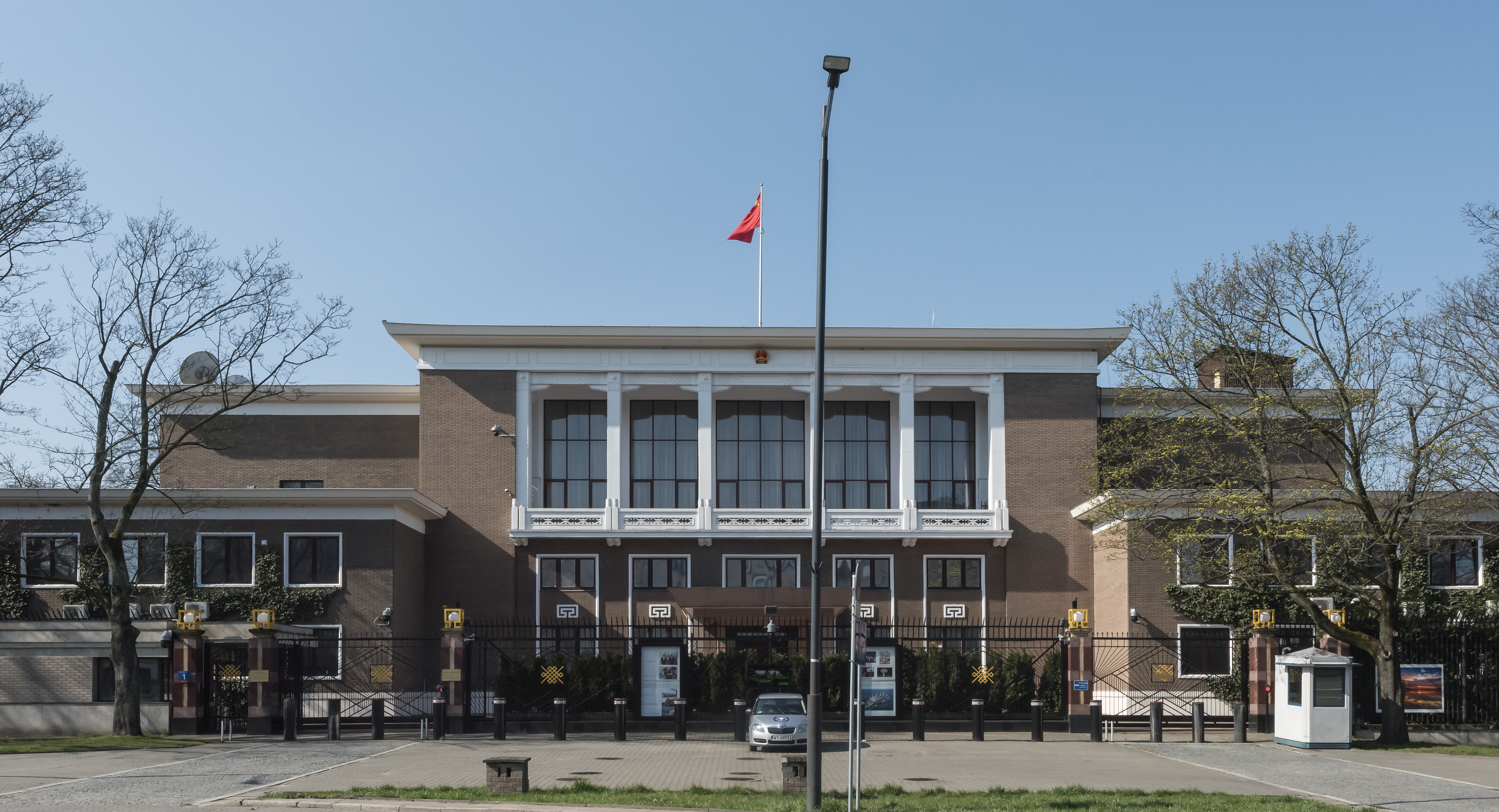
Ambasada Chińskiej Republiki Ludowej w Warszawie
- szef placówki: Sun Linjiang (ambasador)
- Strona oficjalna

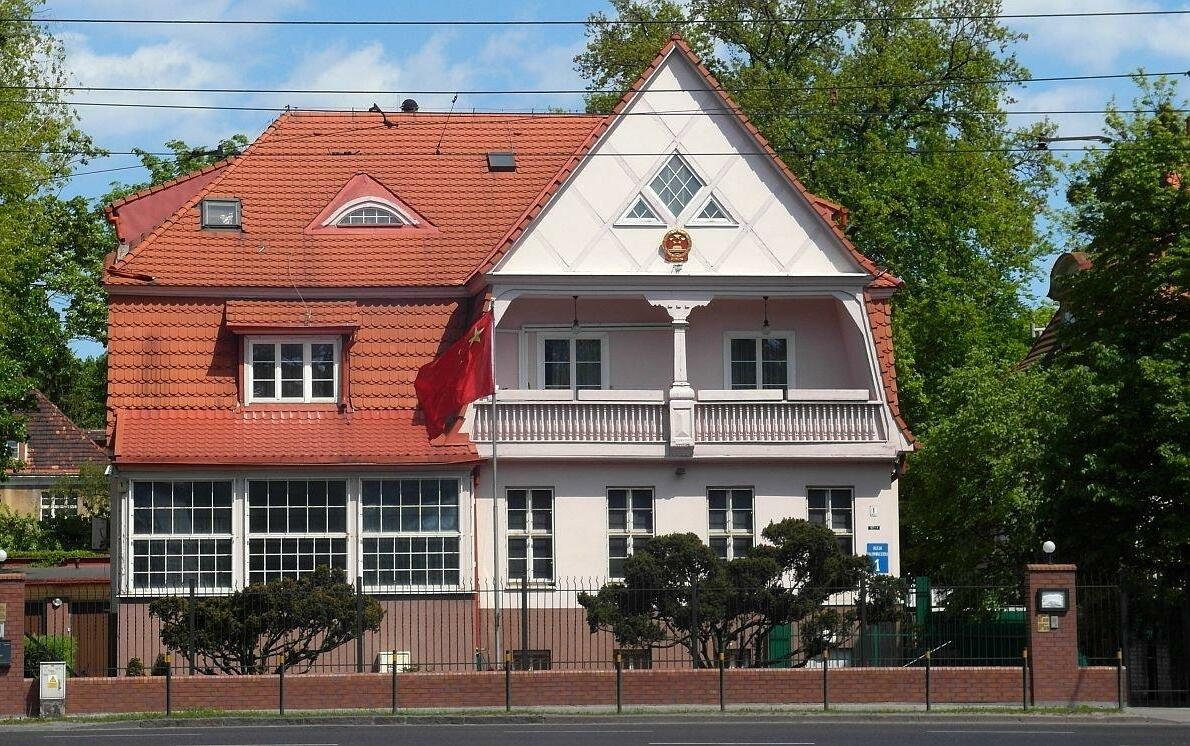
Konsulat Generalny Chińskiej Republiki Ludowej w Gdańsku
- szef placówki: Fan Xiaodong (konsul generalny)
- Strona oficjalna

## Chorwacja

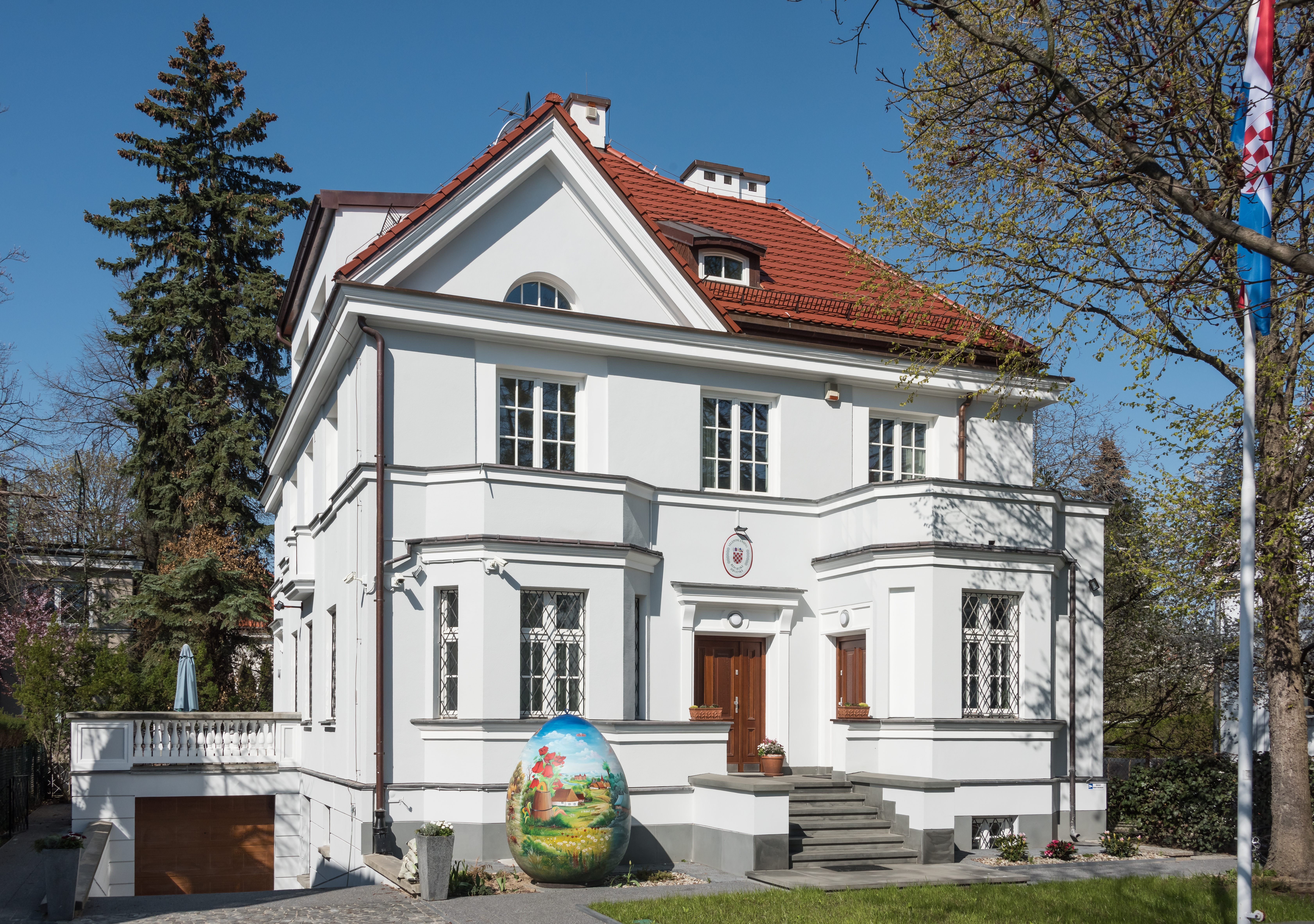
Ambasada Chorwacji przy ulicy Ignacego Krasickiego w Warszawie

Ambasada Republiki Chorwacji w Warszawie
- szef placówki: Tomislav Vidošević (ambasador)
- Strona oficjalna

Konsulat Honorowy Republiki Chorwacji w Białymstoku
- szef placówki: Wojciech Strzałkowski (konsul honorowy)
- Strona oficjalna

Konsulat Honorowy Republiki Chorwacji w Bydgoszczy
- szef placówki: Henryk Maciejewski (konsul honorowy)
- Strona oficjalna. konsulat.bydgoszcz.pl. [zarchiwizowane z tego adresu (2020-04-20)].

Konsulat Honorowy Republiki Chorwacji w Krakowie
- szef placówki: Paweł Włodarczyk (konsul honorowy)
- Strona oficjalna

Konsulat Honorowy Republiki Chorwacji w Opolu
- szef placówki: Andrzej Żylak (konsul honorowy)

Konsulat Honorowy Republiki Chorwacji w Poznaniu
- szef placówki: Jerzy Domicz (konsul honorowy)
- Strona oficjalna

## Cypr

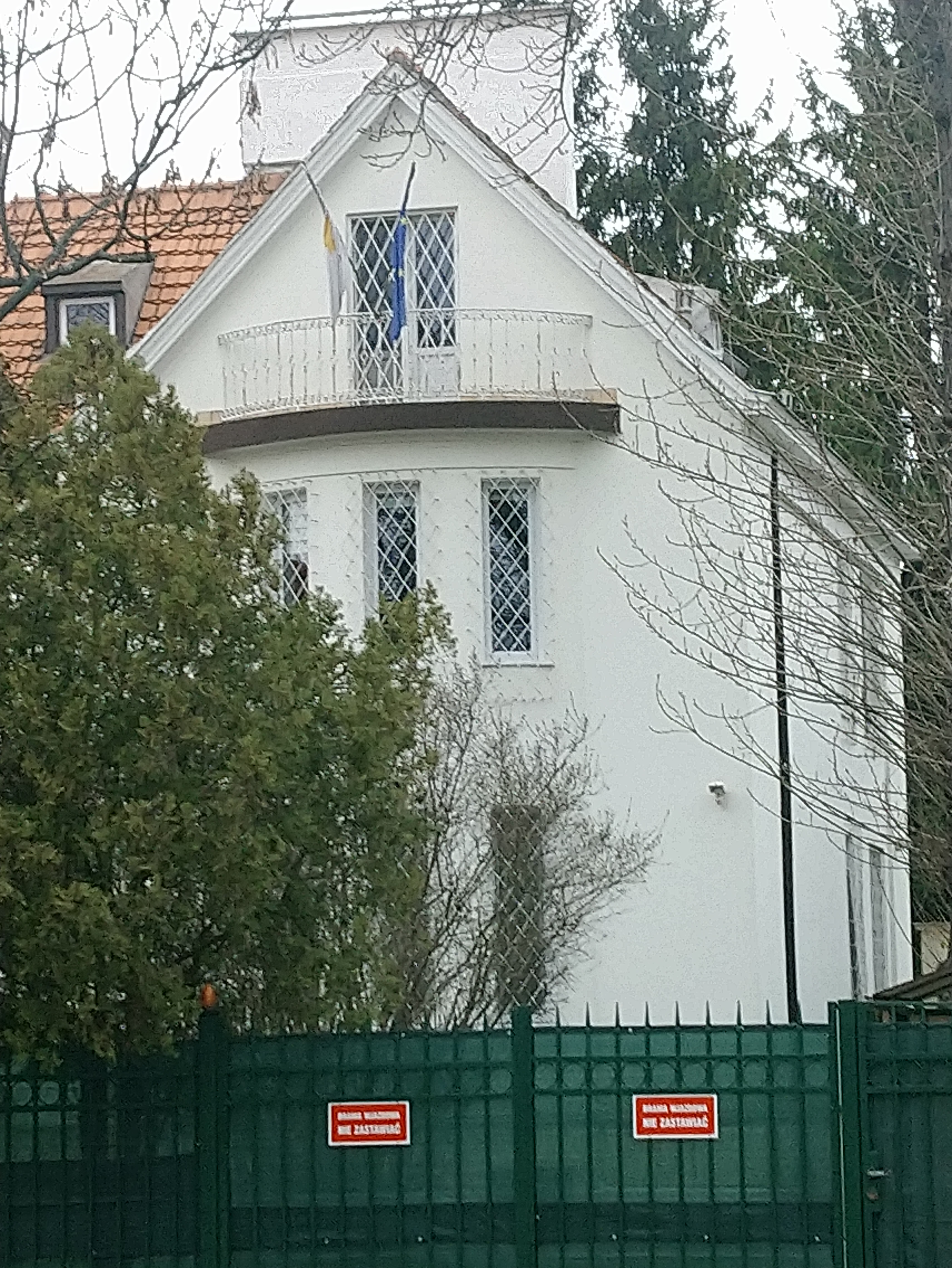
Ambasada Cypru przy ulicy Dąbrowskiego w Warszawie

Ambasada Republiki Cypryjskiej w Warszawie
- szef placówki: Nicos P. Nicolaou (ambasador)
- Strona oficjalna

Konsulat Honorowy Republiki Cypryjskiej w Gdyni
- szef placówki: Jan Michalewski (konsul honorowy)

Konsulat Honorowy Republiki Cypryjskiej w Szczecinie
- szef placówki: Michał Czerepaniak (konsul honorowy)

## Czad
Brak placówki – Polska obsługiwana jest przez Ambasadę Republiki Czadu w Berlinie (Niemcy).

## Czarnogóra
Ambasada Czarnogóry w Warszawie

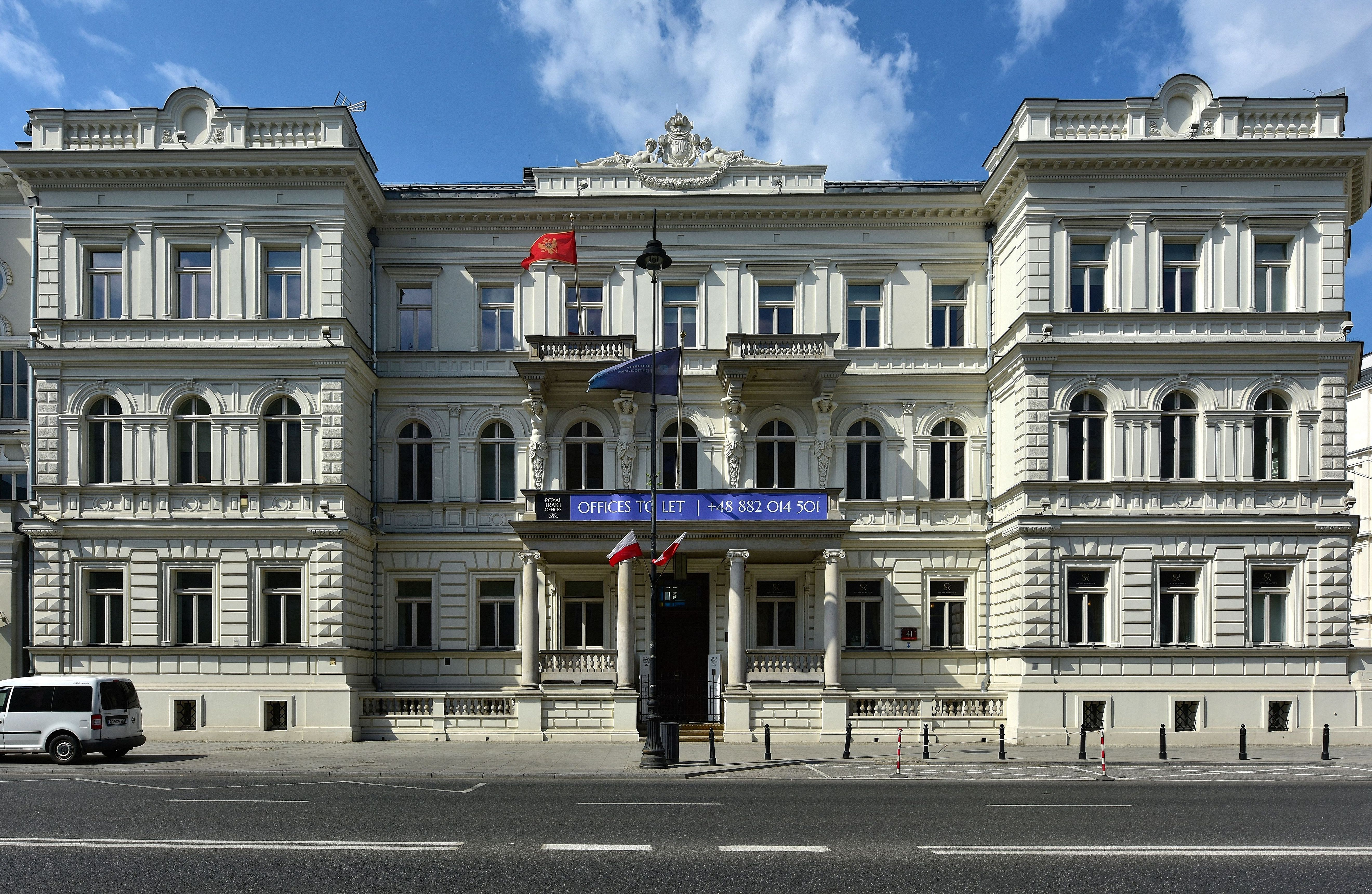
Siedziba ambasady Czarnogóry w kamienicy Ignacego Bernsteina w Alejach Ujazdowskich 41 w Warszawie

- szef placówki: Veljko Milonjić (ambasador)

Konsulat Honorowy Czarnogóry w Gdańsku
- szef placówki: Maciej Czerwiński (konsul honorowy)

## Czechy

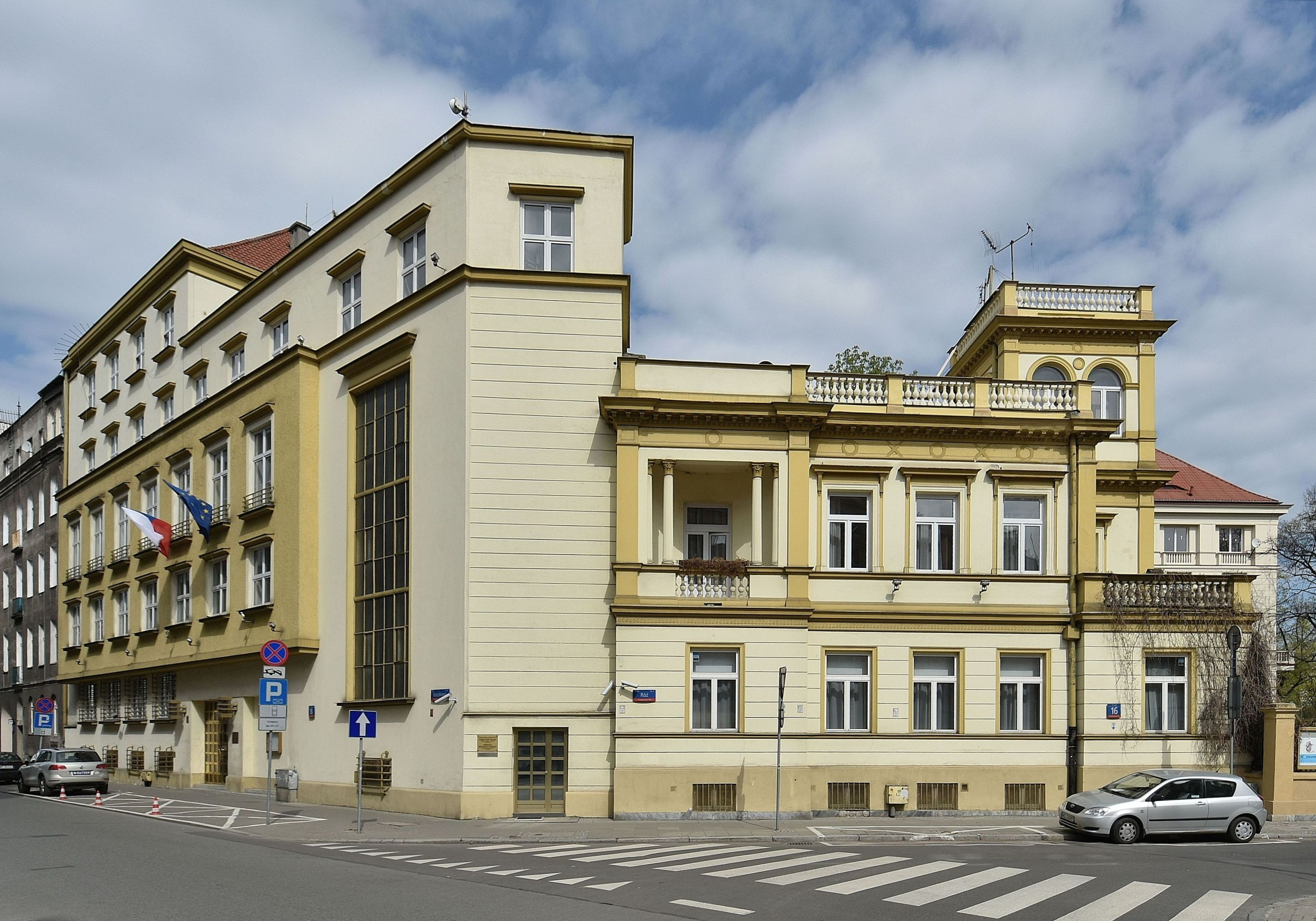
Budynek ambasady Republiki Czeskiej przy ulicy Koszykowej 18 w Warszawie

Ambasada Republiki Czeskiej w Warszawie
- szef placówki: Břetislav Dančák (ambasador)
- Strona oficjalna

Konsulat Honorowy Republiki Czeskiej w Bydgoszczy
- szef placówki: Dariusz Zimny (konsul honorowy)

Konsulat Honorowy Republiki Czeskiej w Lublinie
- szef placówki: Bogdan Łukasik (konsul honorowy)

Konsulat Honorowy Republiki Czeskiej w Łodzi
- szef placówki: Krzysztof Skotnicki (konsul honorowy)

Konsulat Honorowy Republiki Czeskiej w Opolu
- szef placówki: Artur Żurakowski (konsul honorowy)

Konsulat Honorowy Republiki Czeskiej w Poznaniu
- szef placówki: Renata Mataczyńska (konsul honorowy)

Konsulat Honorowy Republiki Czeskiej w Rzeszowie
- szef placówki: Marek Osak (konsul honorowy)

Konsulat Honorowy Republiki Czeskiej w Szczecinie
- szef placówki: Martin Směták (konsul honorowy)

Konsulat Honorowy Republiki Czeskiej we Wrocławiu
- szef placówki: Arkadiusz Jan Ignasiak (konsul honorowy)